# Lista das sedes dos governos estaduais do Brasil
Abaixo, uma lista das sedes dos governos das unidades federativas do Brasil com o total de secretarias atuais.
| Unidade federativa  | Sede de governo | Nome                                        | Secretarias |
| ------------------- | --------------- | ------------------------------------------- | ----------- |
| Acre                | Rio Branco      | Palácio Rio Branco                          | 13          |
| Alagoas             | Maceió          | Palácio República dos Palmares              | 27          |
| Amapá               | Macapá          | Palácio do Setentrião                       | 14          |
| Amazonas            | Manaus          | Palácio Rio Negro                           | 31          |
| Bahia               | Salvador        | Centro Administrativo da Bahia              | 23          |
| Ceará               | Fortaleza       | Palácio da Abolição                         | 21          |
| Distrito Federal    | Brasília        | Palácio do Buriti                           | 25          |
| Espírito Santo      | Vitória         | Palácio Anchieta                            | 24          |
| Goiás               | Goiânia         | Palácio das Esmeraldas                      | 21          |
| Maranhão            | São Luís        | Palácio dos Leões                           | 34          |
| Mato Grosso         | Cuiabá          | Palácio Paiaguás                            | 26          |
| Mato Grosso do Sul  | Campo Grande    | Governadoria, Parque dos Poderes            | 11          |
| Minas Gerais        | Belo Horizonte  | Palácio da Liberdade, Cidade Administrativa | 21          |
| Pará                | Belém           | Palácio dos Despachos                       | 26          |
| Paraíba             | João Pessoa     | Palácio da Redenção                         | 26          |
| Paraná              | Curitiba        | Palácio Iguaçu                              | 15          |
| Pernambuco          | Recife          | Palácio do Campo das Princesas              | 27          |
| Piauí               | Teresina        | Palácio Karnak                              | 21          |
| Rio Grande do Norte | Natal           | Palácio de Despachos de Lagoa Nova          | 24          |
| Rio Grande do Sul   | Porto Alegre    | Palácio Piratini                            | 24          |
| Rio de Janeiro      | Rio de Janeiro  | Palácio Guanabara                           | 25          |
| Rondônia            | Porto Velho     | Palácio Rio Madeira                         | 19          |
| Roraima             | Boa Vista       | Palácio Senador Hélio Campos                | 31          |
| Santa Catarina      | Florianópolis   | Centro Administrativo do Estado             | 16          |
| São Paulo           | São Paulo       | Palácio dos Bandeirantes, Palácio Boa Vista | 25          |
| Sergipe             | Aracaju         | Palácio Governador Augusto Franco           | 14          |
| Tocantins           | Palmas          | Palácio Araguaia                            | 13          |

## Galerias

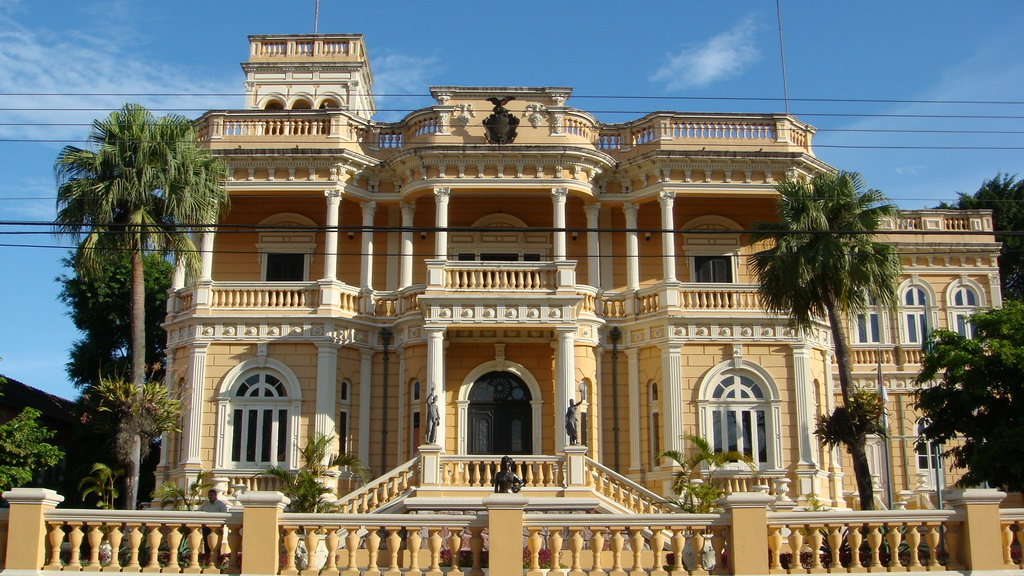
Palácio Rio Negro, sede do Amazonas.
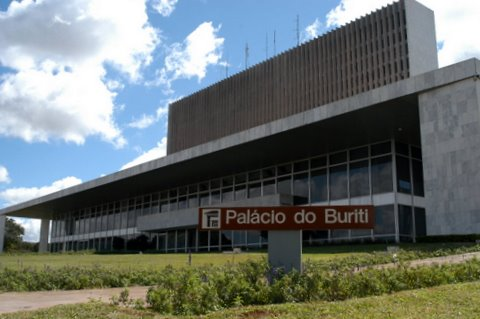
Palácio do Buriti, sede do Distrito Federal.
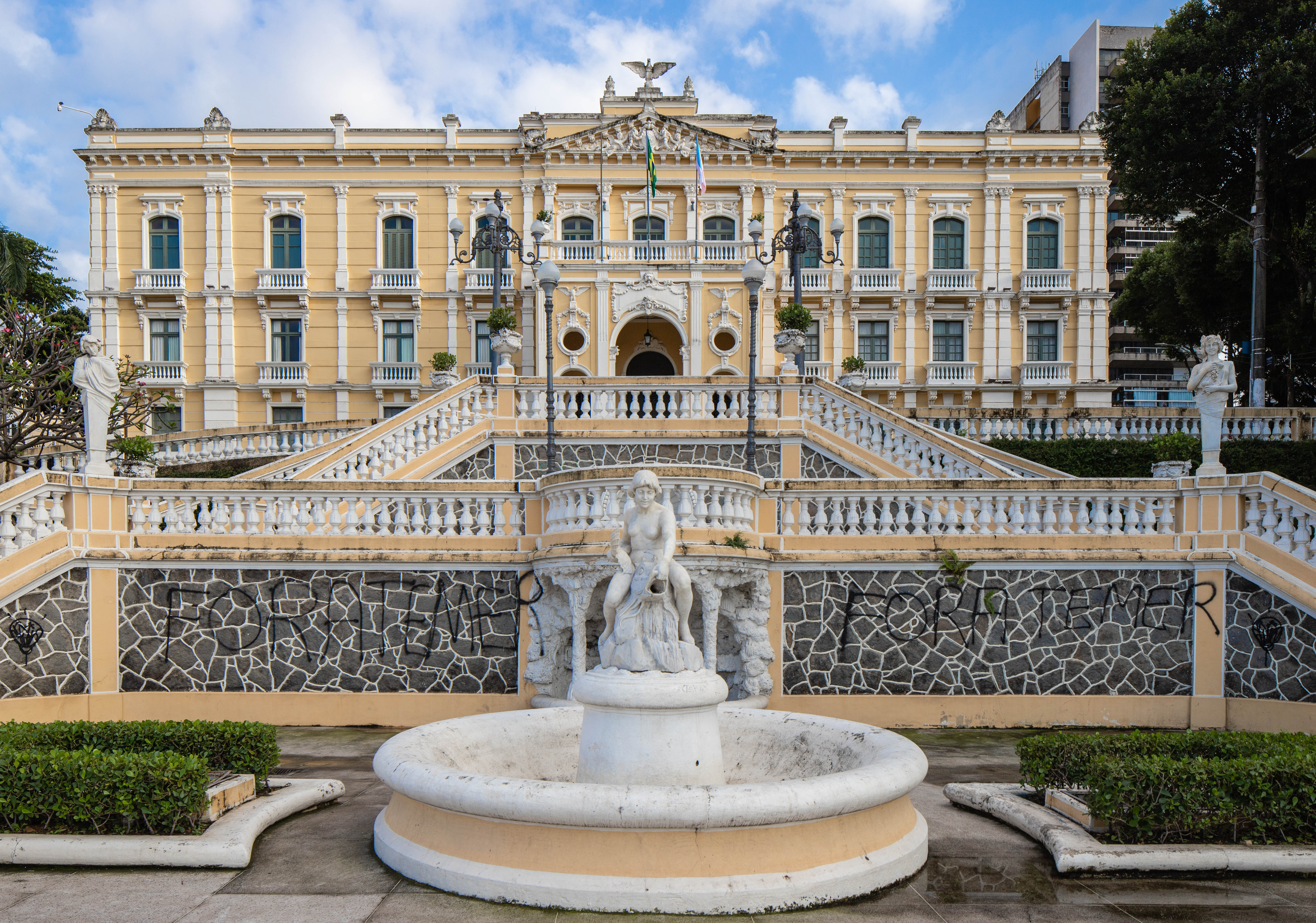
Palácio Anchieta, sede do Espírito Santo.
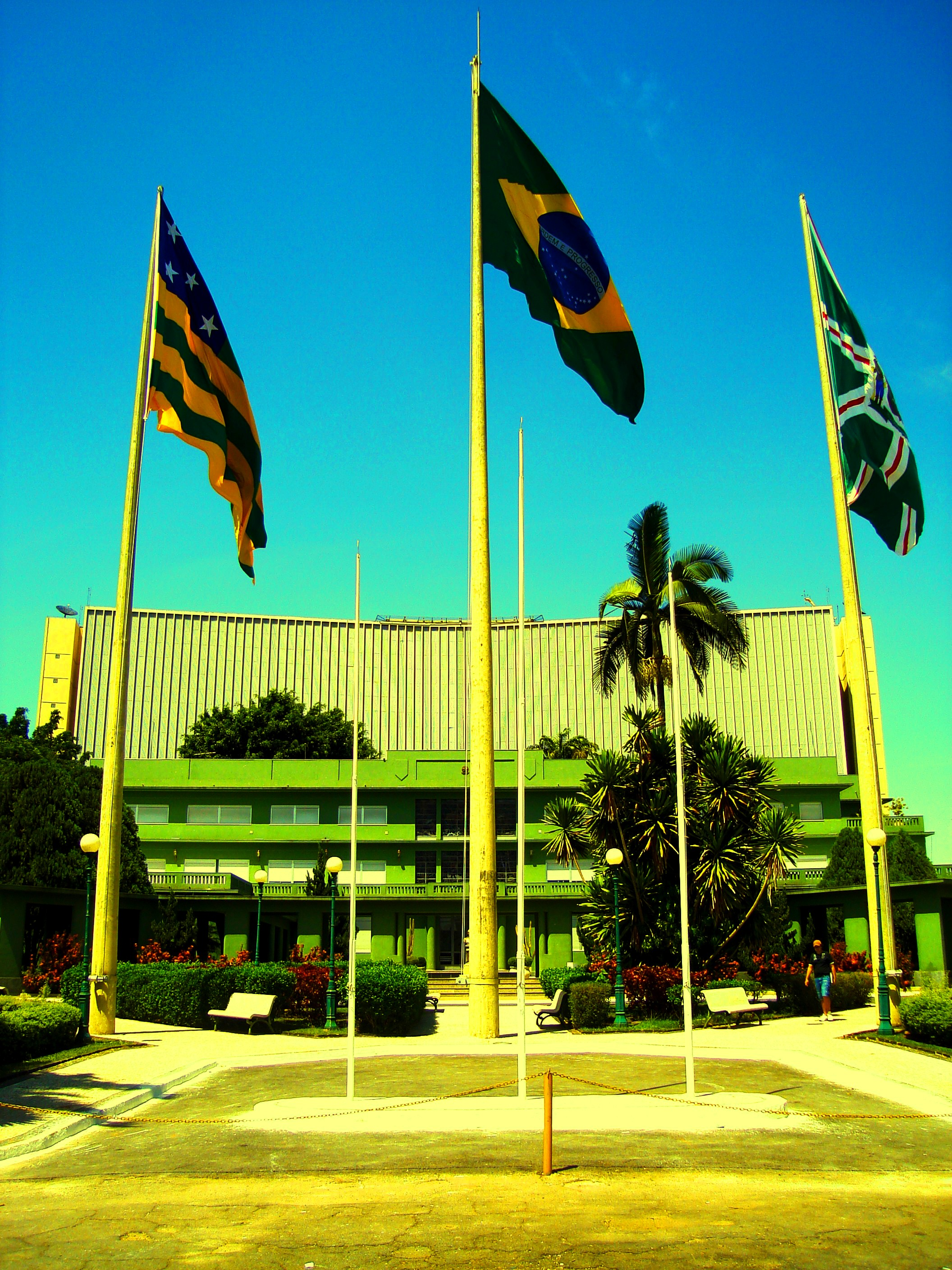
Palácio das Esmeraldas, sede de Goiás.
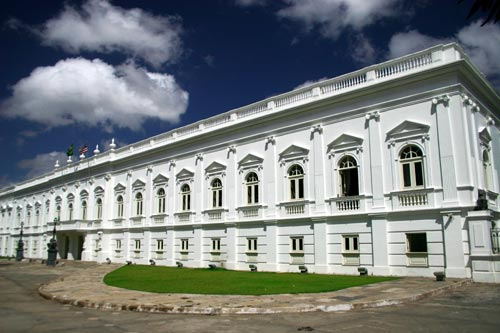
Palácio dos Leões, sede do Maranhão.
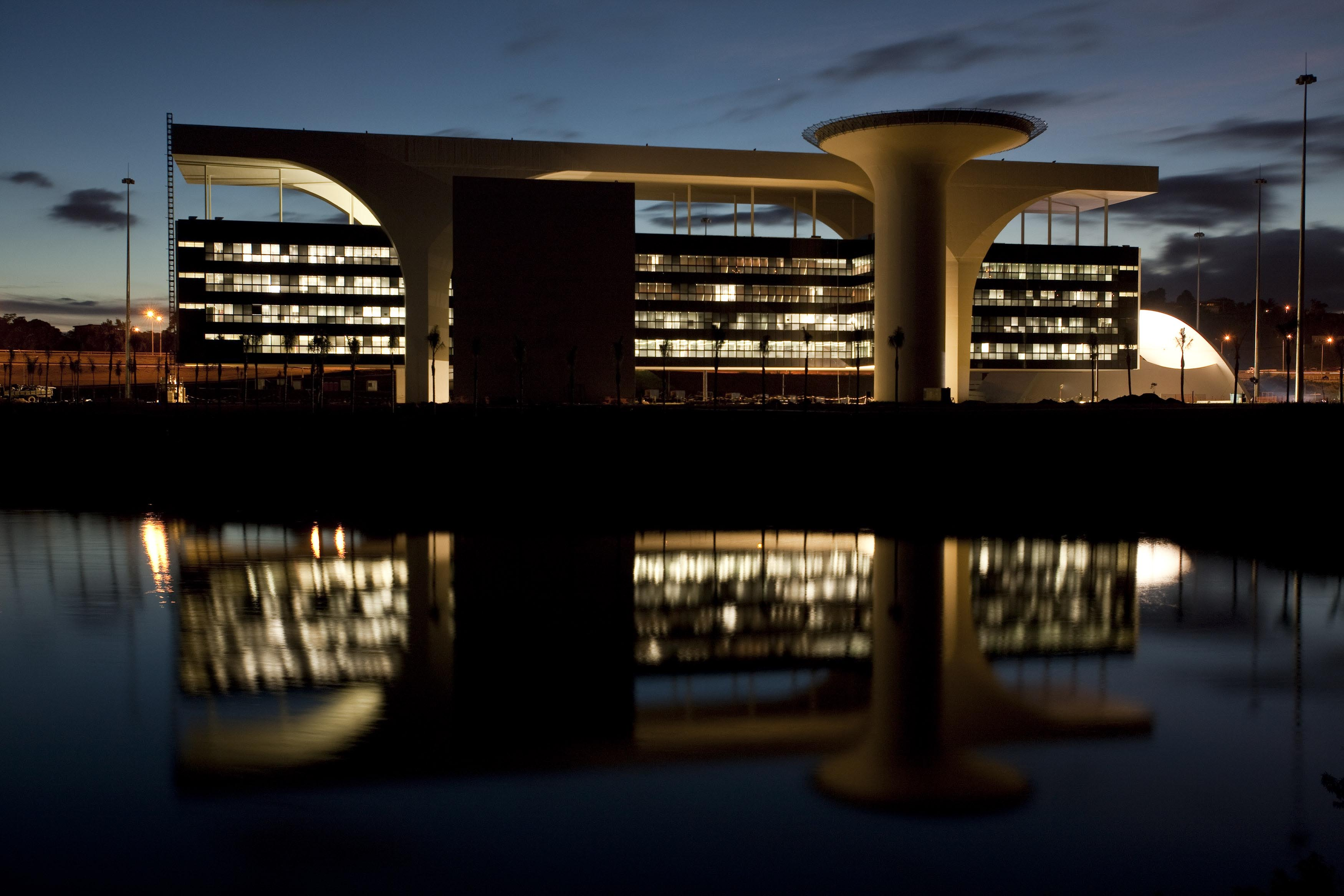
Cidade Administrativa, sede de Minas Gerais.
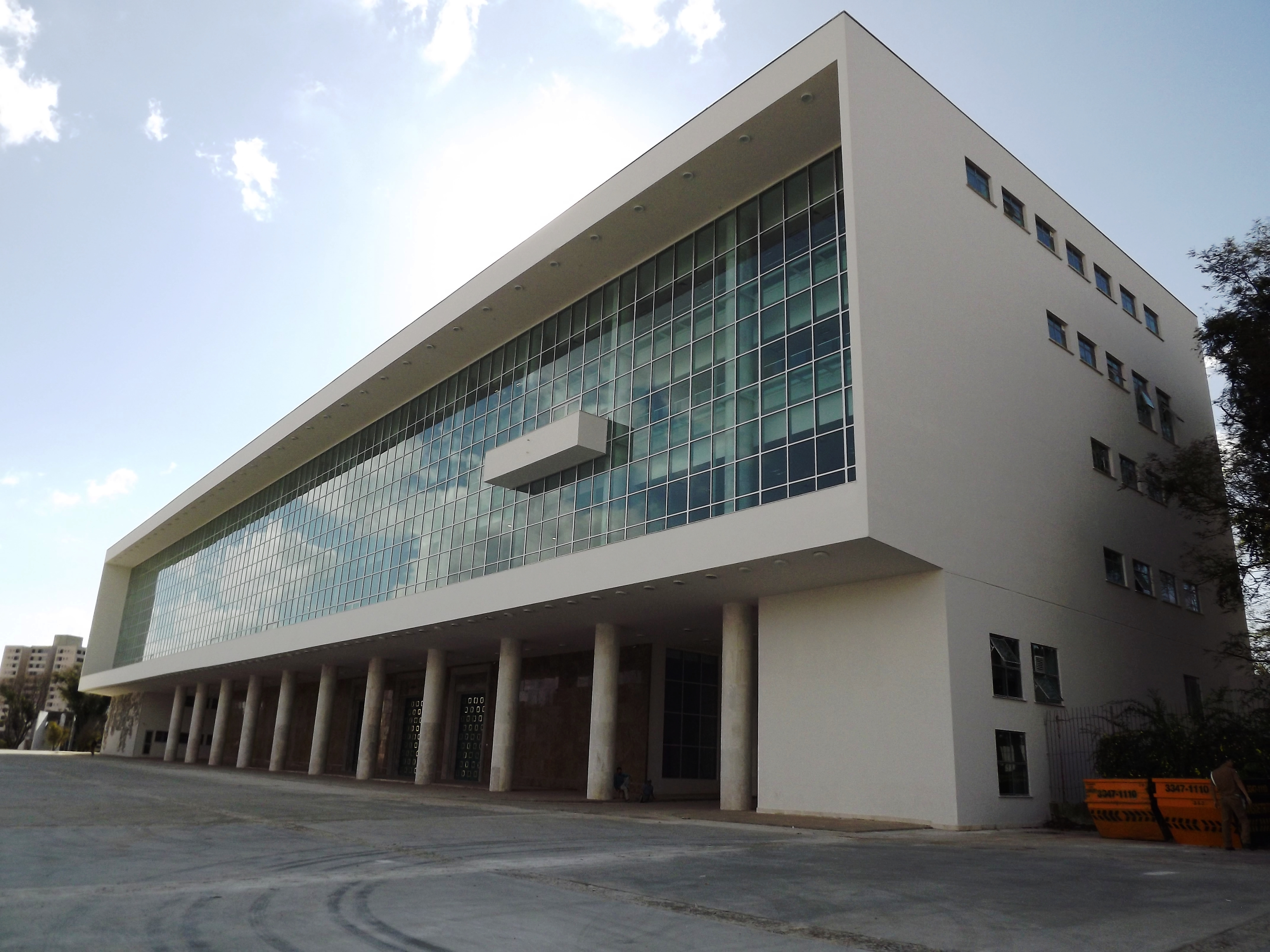
Palácio Iguaçu, sede do Paraná.
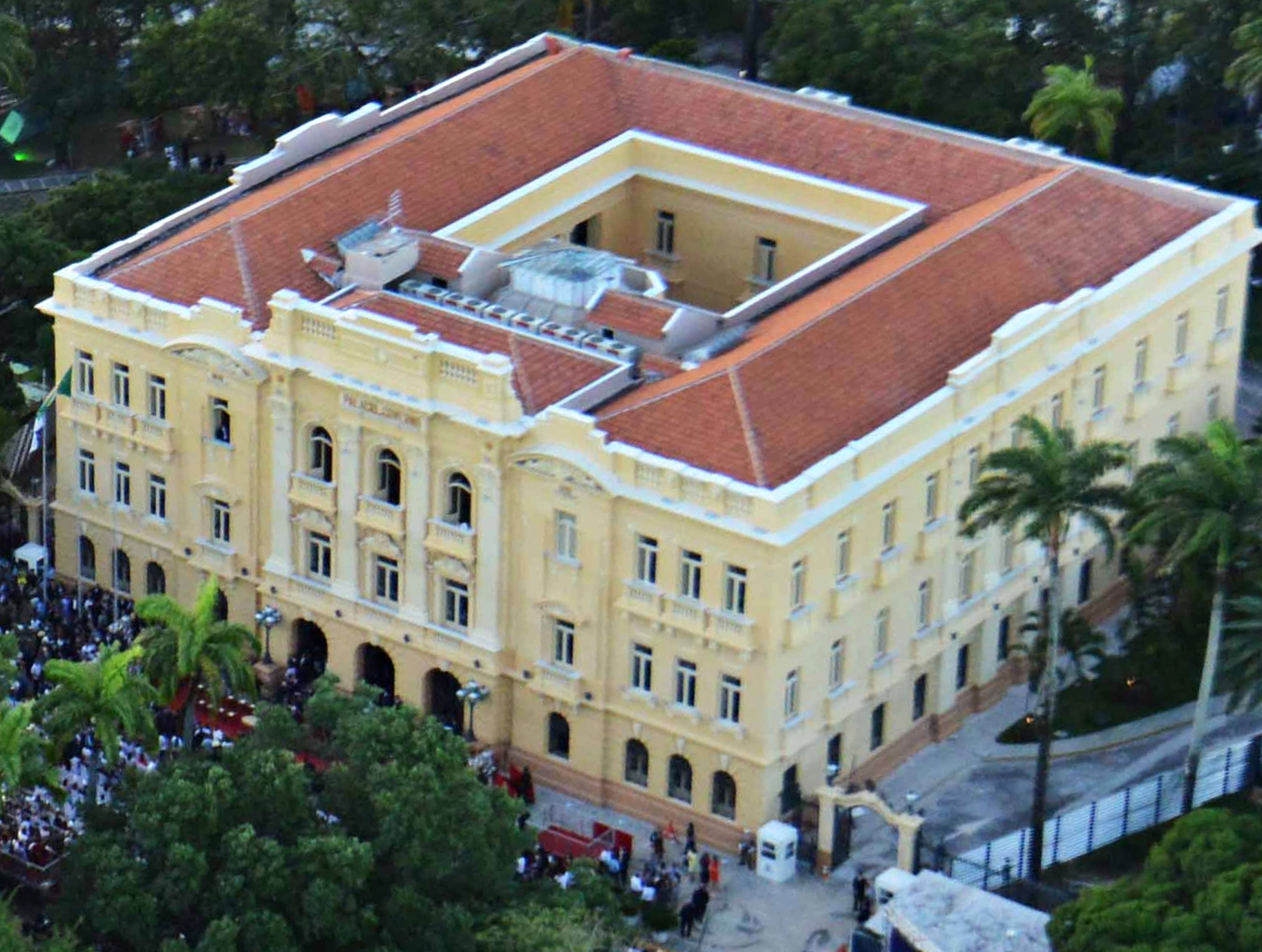
Palácio do Campo das Princesas, sede de Pernambuco.
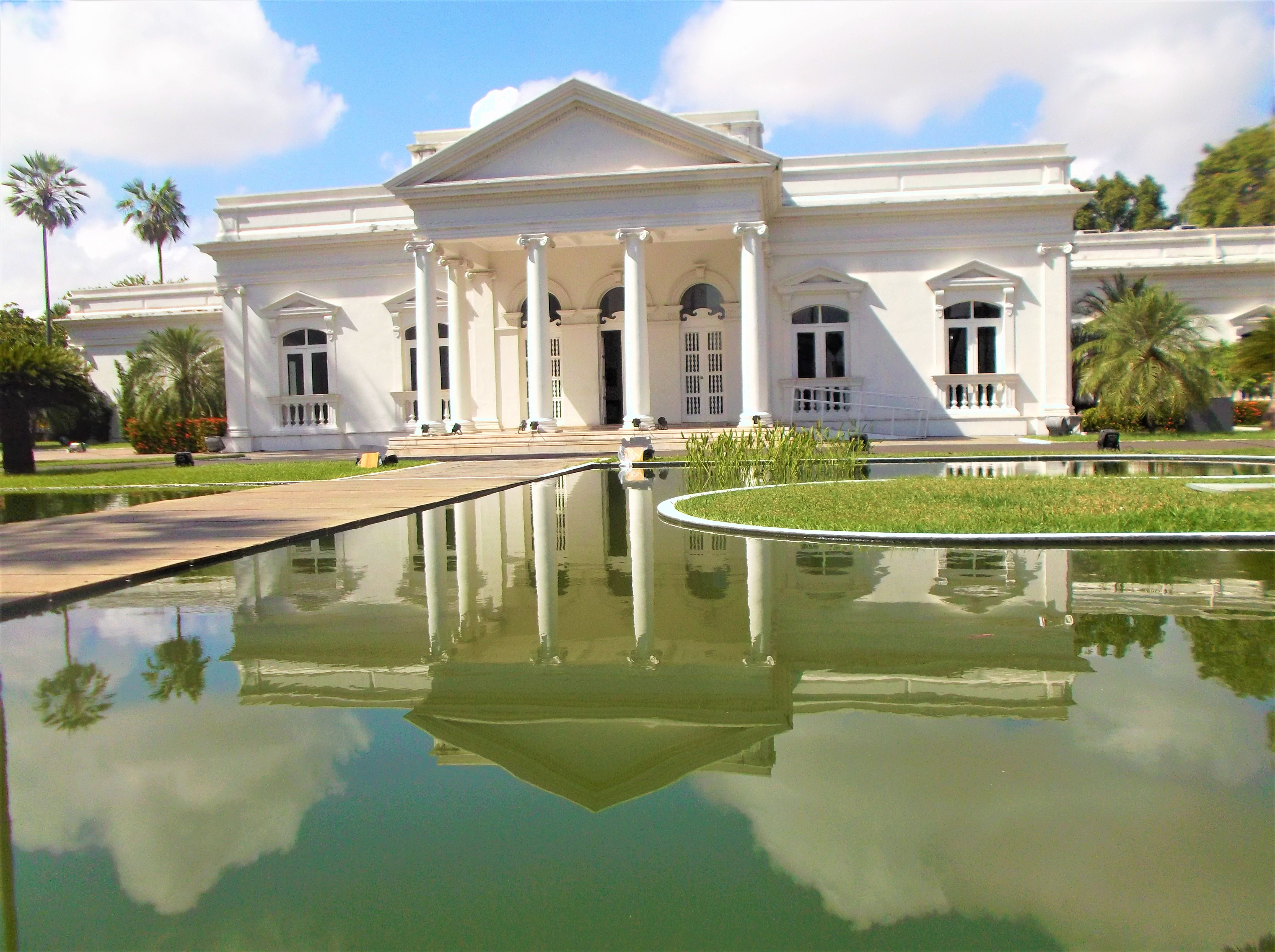
Palácio de Karnak, sede do Piauí.
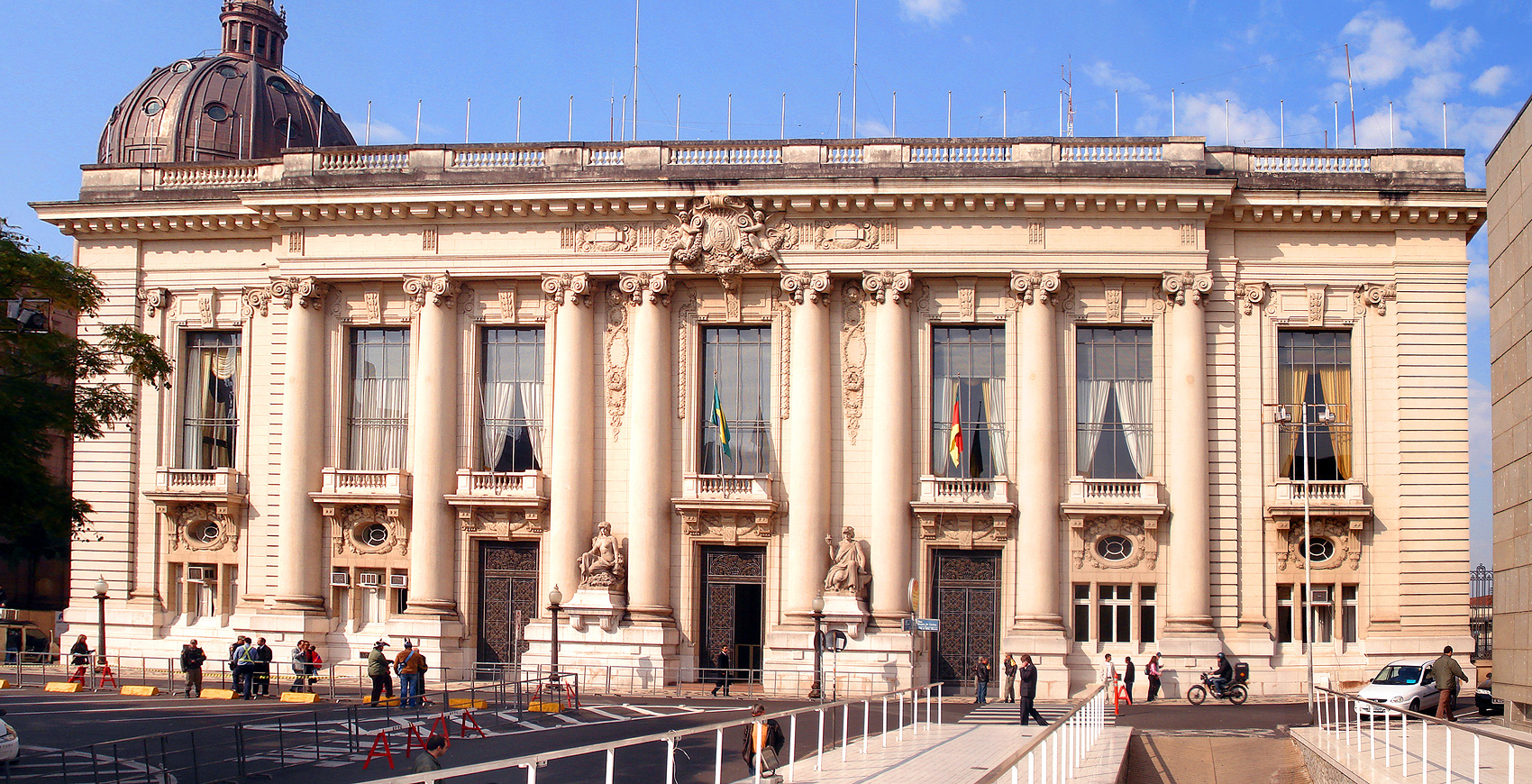
Palácio Piratini, sede do Rio Grande do Sul.
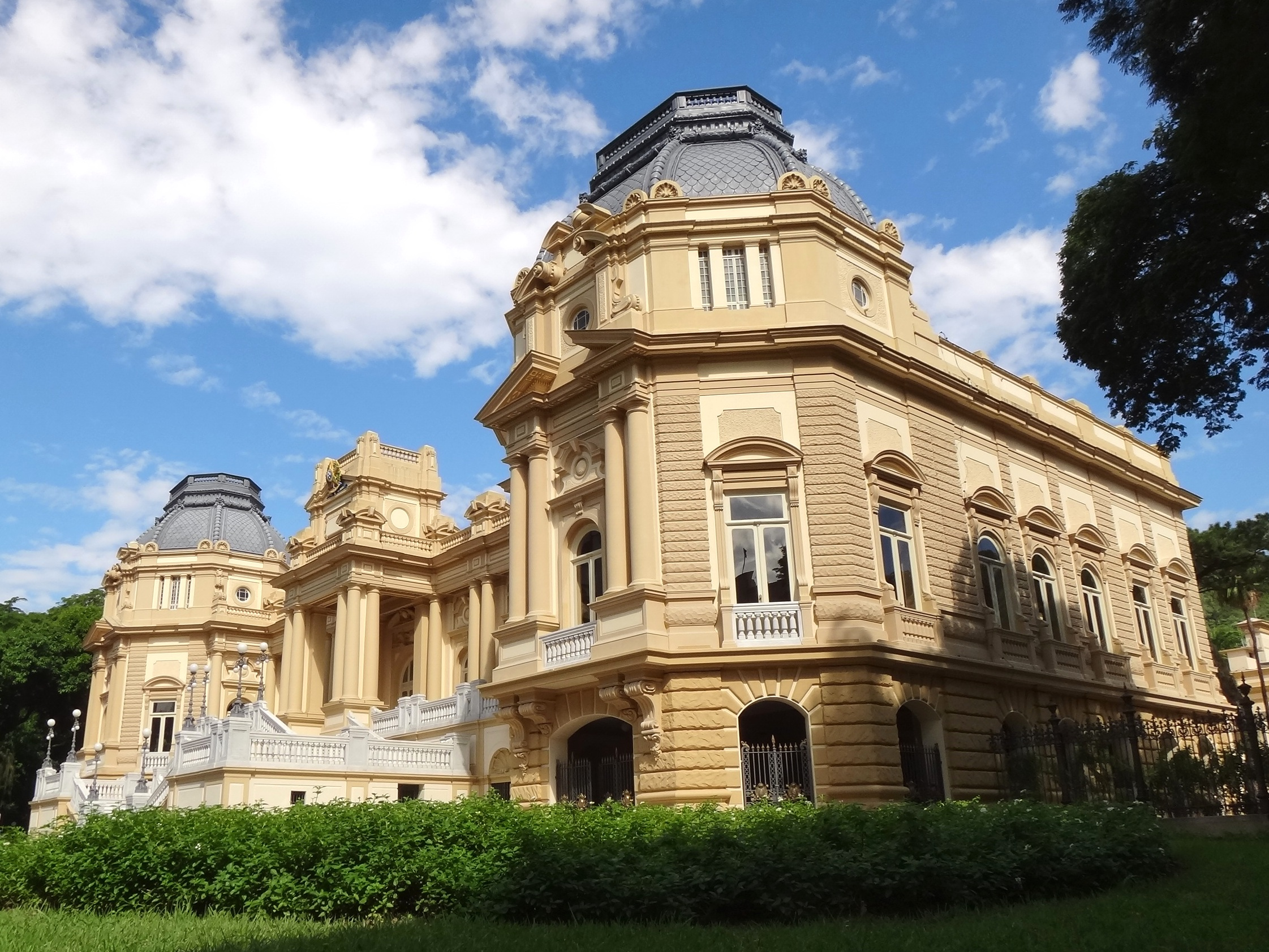
Palácio Guanabara, sede do Rio de Janeiro.
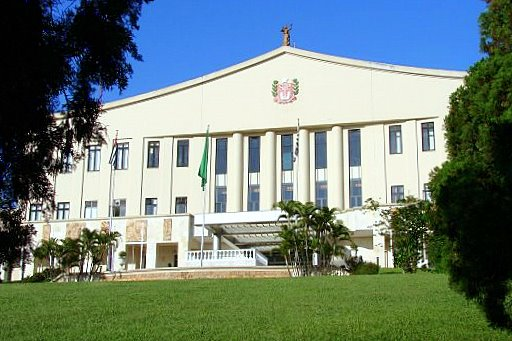
Palácio dos Bandeirantes, sede de São Paulo.
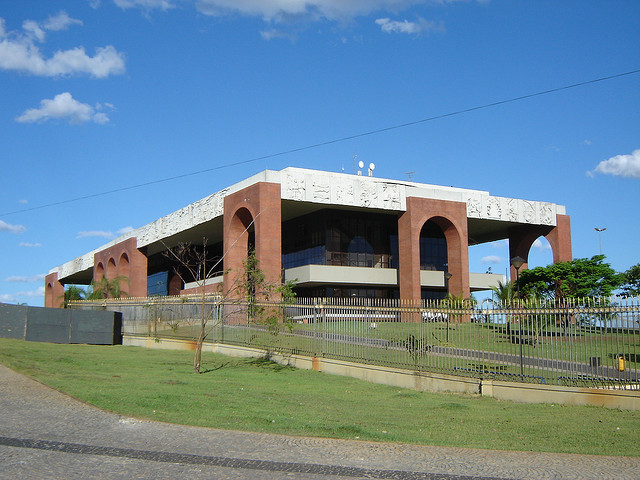
Palácio Araguaia, sede do Tocantins.